# C33 (Namibië)
De C33 is een secundaire weg in het noordwesten van Namibië. De weg loopt van Karibib via Omaruru naar Otjiwarongo. In Karibib sluit de weg aan op de B2 naar Windhoek en Swakopmund en in Otjiwarongo op de B1 naar Tsumeb.
De C33 is 165 kilometer lang en loopt door de regio's Erongo en Otjozondjupa.